# Lista de prêmios e indicações recebidos por Jeff Bridges
Esta é uma lista com os prêmios ganhos e indicações recebidas por Jeff Bridges.  

## Prêmios e indicações
| Ano  | Filme                     | Prêmio                               | Categoria                                                       | Resultado |
| ---- | ------------------------- | ------------------------------------ | --------------------------------------------------------------- | --------- |
| 1971 | The Last Picture Show     | Academy Awards                       | Oscar de Melhor Ator Coadjuvante                                | Indicado  |
| 1974 | Thunderbolt and Lightfoot | Academy Awards                       | Oscar de Melhor Ator Coadjuvante                                | Indicado  |
| 1984 | Starman                   | Saturn Awards                        | Saturn Award de Melhor Ator                                     | Indicado  |
| 1984 | Starman                   | Academy Awards                       | Oscar de Melhor Ator                                            | Indicado  |
| 1984 | Starman                   | Golden Globe Awards                  | Golden Globe Award de Melhor Ator em Filme Dramático            | Indicado  |
| 1991 | The Fisher King           | Golden Globe Awards                  | Golden Globe Award de Melhor Ator em Filme Cômico ou Musical    | Indicado  |
| 1991 | The Fisher King           | Saturn Awards                        | Saturn Award de Melhor Ator                                     | Indicado  |
| 1992 | American Heart            | Independent Spirit Awards            | Independent Spirit Award de Melhor Ator                         | Indicado  |
| 1993 | The Vanishing             | Saturn Awards                        | Saturn Award de Melhor Ator                                     | Indicado  |
| 1998 | The Big Lebowski          | Satellite Awards                     | Satellite Award de Melhor Ator em Filme Cômico ou Musical       | Indicado  |
| 2000 | The Contender             | Academy Awards                       | Oscar de Melhor Ator Coadjuvante                                | Indicado  |
| 2000 | The Contender             | Golden Globe Awards                  | Golden Globe Award de melhor ator coadjuvante em cinema         | Indicado  |
| 2000 | The Contender             | Satellite Award                      | Satellite Award de melhor ator coadjuvante em cinema            | Indicado  |
| 2000 | The Contender             | Screen Actors Guild Awards           | SAG Award para Melhor Ator coadjuvante em cinema                | Indicado  |
| 2003 | Seabiscuit                | Satellite Awards                     | Satellite Award de melhor ator coadjuvante em cinema            | Indicado  |
| 2003 | Seabiscuit                | Screen Actors Guild Awards           | SAG Award para Melhor Elenco em cinema                          | Indicado  |
| 2004 | The Door in the Floor     | Independent Spirit Awards            | Independent Spirit Award de Melhor Ator                         | Indicado  |
| 2008 | A Dog Year                | Emmy Awards                          | Primetime Emmy Award para Melhor Ator numa minissérie ou filme  | Indicado  |
| 2008 | Iron Man                  | Saturn Awards                        | Saturn Award de Melhor Ator Coadjuvante                         | Indicado  |
| 2008 | Iron Man                  | Teen Choice Awards                   | Teen Choice Award de Melhor Vilão                               | Indicado  |
| 2009 | Crazy Heart               | Academy Awards                       | Oscar de Melhor Ator                                            | Venceu    |
| 2009 | Crazy Heart               | Alliance of Woman Film Journalists   | Eda Award de Melhor Ator                                        | Venceu    |
| 2009 | Crazy Heart               | Broadcast Film Critics Association   | Broadcast Film Critics Association Award de Melhor Ator         | Venceu    |
| 2009 | Crazy Heart               | Denver Film Critics Society          | Denver Film Critics Society Award de Melhor Ator                | Venceu    |
| 2009 | Crazy Heart               | Golden Globe Awards                  | Golden Globe Award de Melhor Ator em Filme Dramático            | Venceu    |
| 2009 | Crazy Heart               | Los Angeles Film Critics Association | Los Angeles Film Critics Association Award de Melhor Ator       | Venceu    |
| 2009 | Crazy Heart               | Screen Actors Guild Awards           | SAG Award para Melhor Ator em cinema                            | Venceu    |
| 2009 | Crazy Heart               | Independent Spirit Award             | Independent Spirit Award de Melhor Ator                         | Venceu    |
| 2009 | Crazy Heart               | British Academy Film Awards          | BAFTA de Melhor Ator                                            | Indicado  |
| 2009 | Crazy Heart               | Chicago Film Critics Association     | Chicago Film Critics Association Award de Melhor Ator           | Indicado  |
| 2009 | Crazy Heart               | Houston Film Critics Society         | Houston Film Critics Society Award de Melhor Ator               | Indicado  |
| 2009 | Crazy Heart               | London Film Critics Circle Awards    | London Film Critics Circle Award de Melhor Ator                 | Indicado  |
| 2009 | Crazy Heart               | Online Film Critics Society          | Online Film Critics Society Award de Melhor Ator                | Indicado  |
| 2009 | Crazy Heart               | Satellite Awards                     | Satellite Award de Melhor Ator em Filme Dramático               | Indicado  |
| 2009 | Crazy Heart               | St. Louis Gateway Film Critics       | St. Louis Gateway Film Critics Association Award de Melhor Ator | Indicado  |
| 2010 | Tron: Legacy              | Saturn Awards                        | Saturn Award de Melhor Ator                                     | Venceu    |
| 2010 | True Grit                 | Academy Awards                       | Oscar de Melhor Ator                                            | Indicado  |
| 2010 | True Grit                 | British Academy Film Awards          | BAFTA de Melhor Ator                                            | Indicado  |
| 2010 | True Grit                 | Broadcast Film Critics Association   | Broadcast Film Critics Association Award de Melhor Ator         | Indicado  |
| 2010 | True Grit                 | Chicago Film Critics Association     | Chicago Film Critics Association Award de Melhor Ator           | Indicado  |
| 2010 | True Grit                 | Detroit Film Critics Society         | Detroit Film Critics Society Award de Melhor Ator               | Indicado  |
| 2010 | True Grit                 | Houston Film Critics Society         | Houston Film Critics Society Award de Melhor Ator               | Indicado  |
| 2010 | True Grit                 | Las Vegas Film Critics Society       | Las Vegas Film Critics Society Award de Melhor Ator             | Indicado  |
| 2010 | True Grit                 | London Film Critics Circle Awards    | London Film Critics Circle Award de Melhor Ator                 | Indicado  |
| 2010 | True Grit                 | Online Film Critics Society          | Online Film Critics Society Award de Melhor Ator                | Indicado  |
| 2010 | True Grit                 | Phoenix Film Critics Society         | Phoenix Film Critics Society Award de Melhor Ator               | Indicado  |
| 2010 | True Grit                 | Screen Actors Guild Awards           | SAG Award para Melhor Ator em cinema                            | Indicado  |
| 2010 | True Grit                 | St. Louis Gateway Film Critics       | St. Louis Gateway Film Critics Association Award de Melhor Ator | Indicado  |
| 2010 | True Grit                 | Utah Film Critics Association        | Utah Film Critics Association Award de Melhor Ator              | Indicado  |